# Занепад Османської імперії

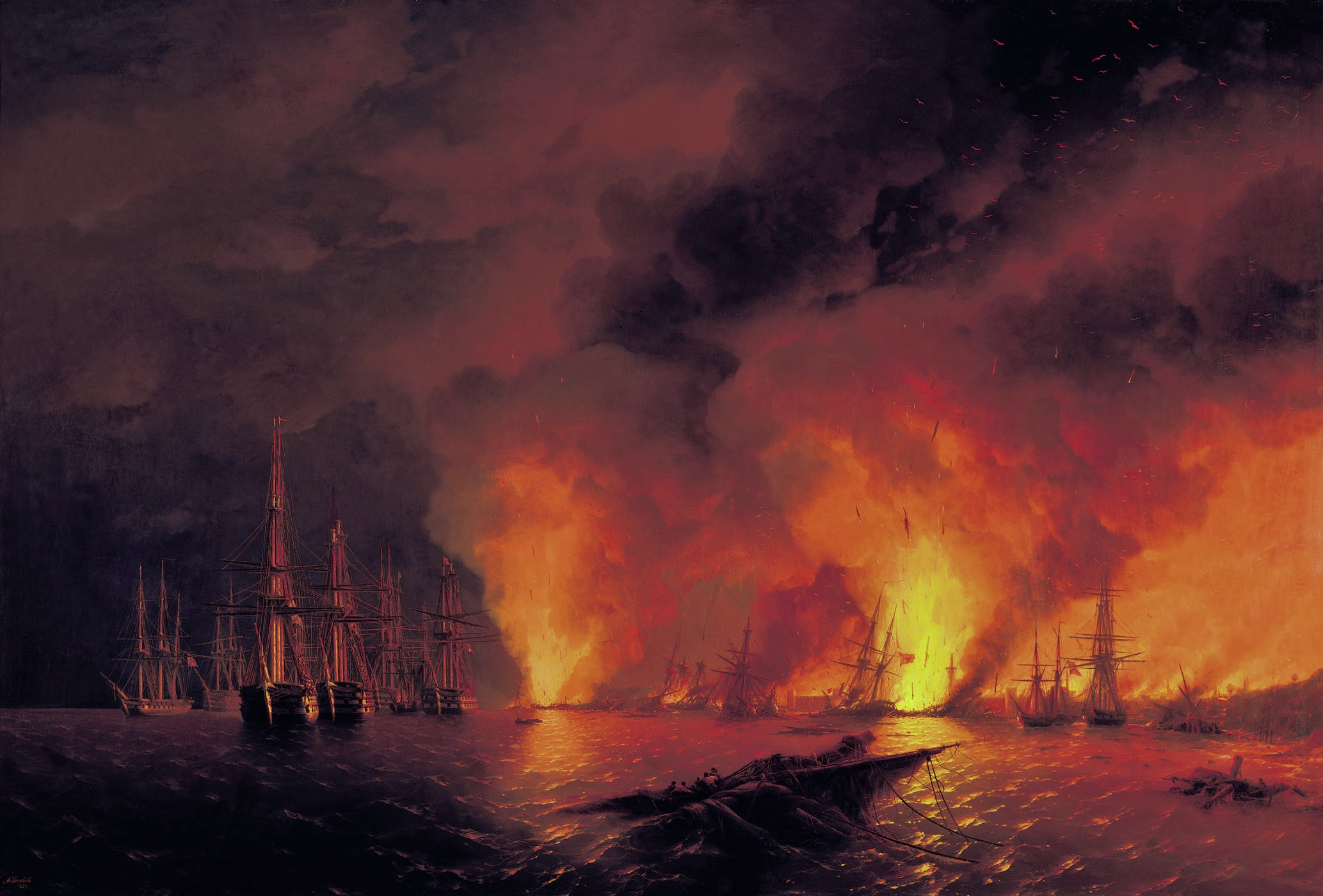
Загибель турецького флоту у Синопській битві

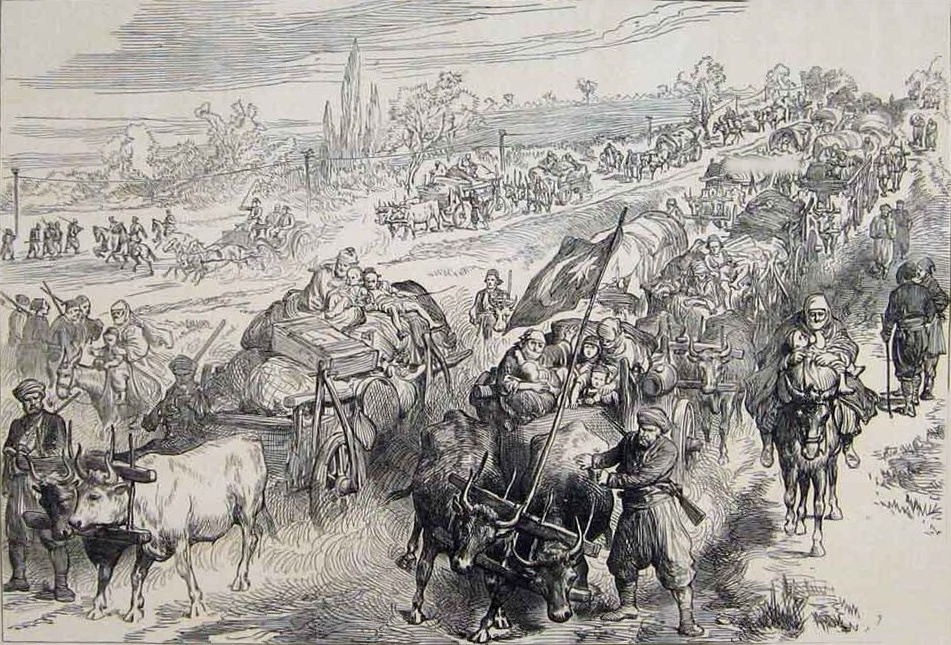
Втеча турків із Болгарії після російсько-турецької війни

У період Танзимату (1839-1876) Порта провела конституційні реформи, які призвели до створення армії, що комплектується за призовом, реформування банківської системи, заміни релігійного закону на світський та заміни заводів на гільдії.
23 жовтня 1840 р. в Константинополі відкрито міністерство поштового зв'язку.
У 1847 р. Семюел Морзе отримав патент на телеграф від Султана Абдул-Меджіда I. Після успішного випробування телеграфу, 9 серпня 1847 р. турки почали будівництво першої телеграфної лінії Константинополь — Едірне — Шумен.
У 1876 в Османській імперії прийнято конституцію. В епоху першої конституції в Османській імперії створено парламент, скасований султаном в 1878 р..
Рівень освіти християн в Османській імперії був набагато вищий за освіту мусульман, що викликало велике невдоволення останніх. У 1861 р. в Османській імперії налічувалося 571 початкова школа та 94 середніх шкіл для християн, в яких навчалися 14 000 дітей, що перевищувало кількість шкіл для мусульман. Тому надалі вивчення арабської мови та ісламської теології було неможливим. У свою чергу, вищий рівень освіти християн дозволив їм відігравати велику роль в економіці. В 1911 р з 654 гуртових компаній Константинополя, 528 належали етнічним грекам.
У свою чергу Кримська війна 1853-1856 рр. стала продовженням тривалого суперництва найбільших європейських держав за землі Османської імперії. 4 серпня 1854 р. під час Кримської війни  Османська імперія взяла свій перший кредит. Війна стала причиною масової еміграції кримських татар із Росії - емігрувало близько 200 000 осіб.
До кінця Кавказької війни 90% черкесів залишили Кавказ і влаштувалися в Османській імперії.
Багато націй Османської імперії в XIX столітті охопив підйом націоналізму. Зародження національної свідомості та етнічного націоналізму в Османській імперії було головною її проблемою. Турки стикалися з націоналізмом у своїй країні та за її межами. Число революційних політичних партій країни різко зросла. Повстання в Османській імперії в XIX столітті загрожували серйозними наслідками, і це вплинуло на напрямок політики Порти на початку XX століття.
Російсько-турецька війна 1877-1878 рр. закінчилася рішучою перемогою Російської імперії.
В результаті оборона турків у Європі різко ослабла. Болгарія була очищена від турків і здобула незалежність разом з Румунією та Сербією.
У 1878 р. Австро-Угорщина окупувала османські провінції Боснійський вілайєт і Новопазарський Санджак, але турки не визнали входження їх до складу цієї держави і всіма силами намагалися повернути їх назад.
Після скорочення в розмірах Османської імперії багато балканських мусульман переселилися в її межі.
До 1923 р. до складу Туреччини входили лише Анатолія та Східна Фракія .